# تورینها
تورینها (به پرتغالی: Torrinha) یک منطقهٔ مسکونی در برزیل است که در ایالت سائو پائولو واقع شده‌است. تورینها ۳۱۵ کیلومتر مربع مساحت و ۹٬۸۴۶ نفر جمعیت دارد.